# Сахновский, Алексей Владимирович
Алексей Владимирович Сахновский (Alexis de Sakhnoffsky; 12 ноября 1901, Киев — 29 апреля 1964, Атланта) — бельгийский и американский автомобильный дизайнер украинского происхождения. Благодаря новаторскому внешнему виду своих моделей получил прозвище Mister Dream Car. Один из видных представителей аэродинамического дизайна.

## Биография

### Россия
Алексей Сахновский родился в богатой аристократической семье. Род Сахновских вёл своё начало от козацко-старшинской среды на Черниговщине, а официальным «патриархом» рода считался Василий Сахненко, Менский (городовой атаман в 1672—1677 годах). Отец Алексея был графом, занимал пост личного советника Николая II, во время Первой мировой войны руководил станцией Новый Порт и Петроградской портовой таможней. Мать — дочь сахарного магната Н. Терещенко, одного из пионеров промышленного русского автомобилестроения. Проживая в Киеве, будущий автомобильный дизайнер становится большим фанатом автотехники и даже строит в 13-летнем возрасте безмоторную тележку, на которой спускается по Андреевскому спуску. Также на любовь к автомобилям повлиял семейный автомобиль «Мерседес».
В 1917 году, не приняв политических перемен, граф Владимир Сахновский покончил с собой. В 1919 году Алексей записывается в Добровольческую армию, в январе 1920 года — переезжает в Париж, к тётке.

### Бельгия
Перед тем, как переселиться в Бельгию, Алексей Сахновский три курса учился в Лозаннском университете, потом поступил в брюссельскую Школу искусств и ремёсел, окончить которую не смог по финансовым причинам.
Карьера автомобильного дизайнера начинается для Сахновского в 1924 году — фирма Carrosserie Hibbard et Darrin, занимавшаяся дизайном автобусов, оценила знание Сахновским английского и немецкого языков, благодаря которому он стал переводчиком. Затем, с декабря 1924 года — он работает на должности младшего чертёжника кузовного ателье Антуана Ван ден Пляса (Vanden Plas). Специализацией ателье было изготовление эксклюзивных кузовов для богатых заказчиков. Вскоре он получил собственный кабинет и работу по созданию эскизов новых проектов. Кроме этого, Сахновскому доверили тестировать на улицах собранные ателье автомобили. В 23 года Алексей Сахновский становится художественным директором своей фирмы, сотрудничавшей с производителями автомобилей «Минерва», «Металлуржик» и «Империя».
В Бельгии Сахновский проработал с 1924 по 1928 год, сотрудничая также с ателье d’Ieteren, за это время кузовы, разработанные им, использовались компаниями Panhard et Levassor, Fiat, Excelsior, Hispano-Suiza, Mercedes-Benz, Isotta Fraschini, Bentley, Avions Voisin, Cadillac, Buick, Gräf & Stift, Puch, Stats и Packard.

### США
В 1928 году Алексей Сахновский начинает готовиться к переезду в Соединённые Штаты, ведущую автомобильную державу мира. Отклонив приглашение от «Дженерал Моторс», дизайнер отдаёт предпочтение фирме «Хейз Боди К°» (Hayes Body Company, Грэнд Рэпидз, Мичиган), с которой подписывает двухгодичный контракт в октябре 1928 года. Там бывший граф меняет имя на Алексис де Сахноффски (Alexis de Sakhnoffsky).
Работа на фирму «Хейз» завершается в 1931 году — Великая Депрессия разоряет компанию, и впоследствии Сахновский сотрудничает с многими автомобильными производителями — Marmon, Austin, Pearless, Packard, Willys, White, Studebaker, Continental, General Motors, Ford, Chrysler. К этому периоду относятся его разработки уже не элитных авто, а машин для массового покупателя.

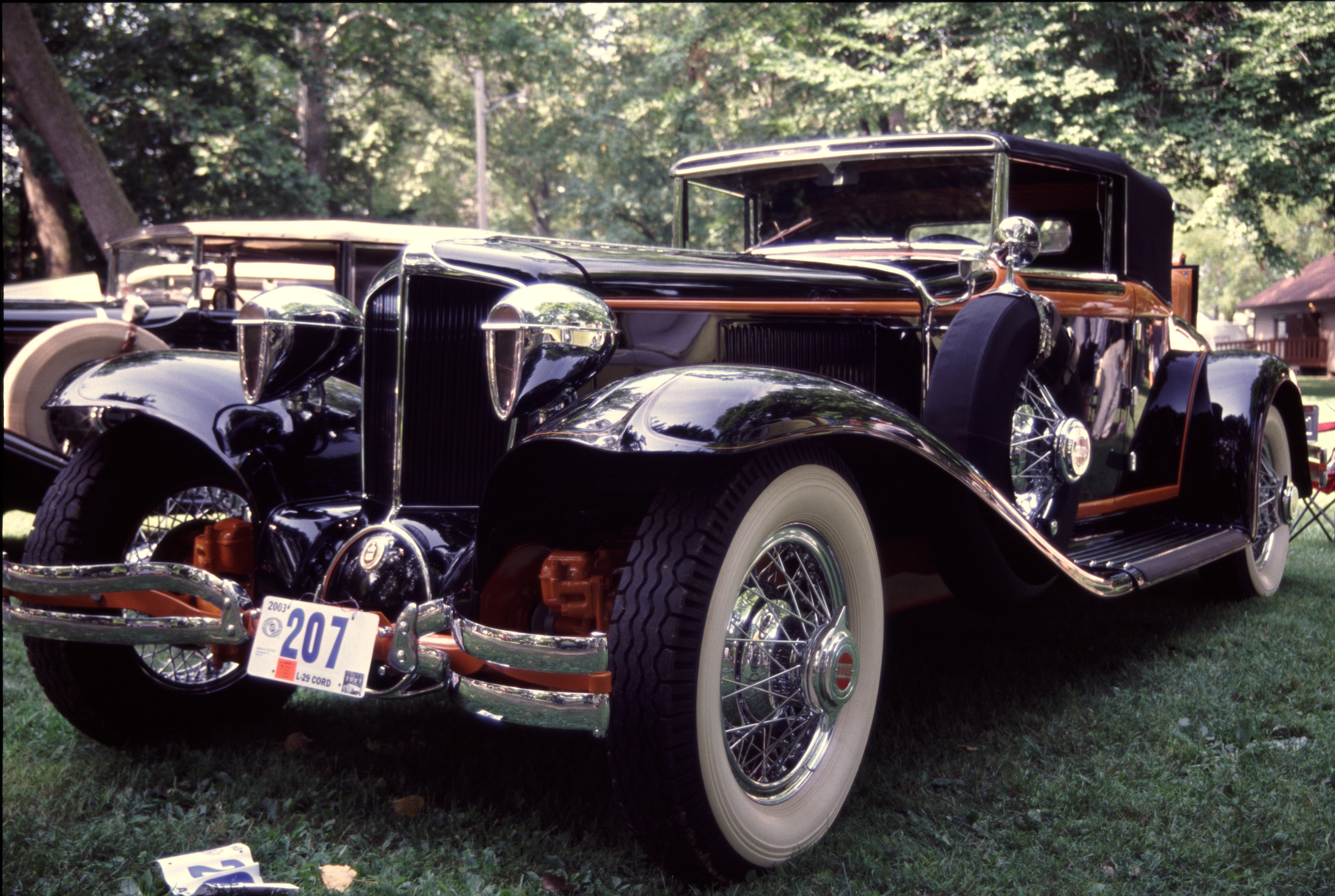
CordL29

Американское гражданство Сахновский получил в 1937 году, с 1943 по 1945 год служил в армии США — в частности, участвовал в американской военной миссии в СССР. Был демобилизован в звании подполковника.
После Второй мировой войны автомобилестроение постепенно перешло к использованию конструкции с несущим кузовом, что снизило востребованность в специфическом дизайне. Алексей Сахновский в это время занимается дизайном не только автомобилей. но и бытовой техники, самолётов и тому подобного. Тесно сотрудничал он в качестве иллюстратора и концептуального художника с различными печатными изданиями, в частности — с журналом Esquire, в котором с 1934 года Сахновский занимал должность редактора по технике и механизмам.
Незадолго до смерти, в 1961 году, Алексей Сахновский переехал в Атланту, где и скончался.

## Разработки
Работая в Бельгии, Алексей Сахновский проектировал дизайн нескольких эксклюзивных автомобилей для знаменитых заказчиков. Так, его авторству принадлежали кузов «Роллс-Ройса» для Адриана Конан Дойля, сына известного писателя, открытый охотничий автомобиль «Минерва» для индийского Магараджи, а также фаэтон для наследного принца Бельгии.
- Кабриолет Packard Eight.
- Packard Phantom[7].
- Cord L-29[8].
- Фаэтон Packard Twelwe.

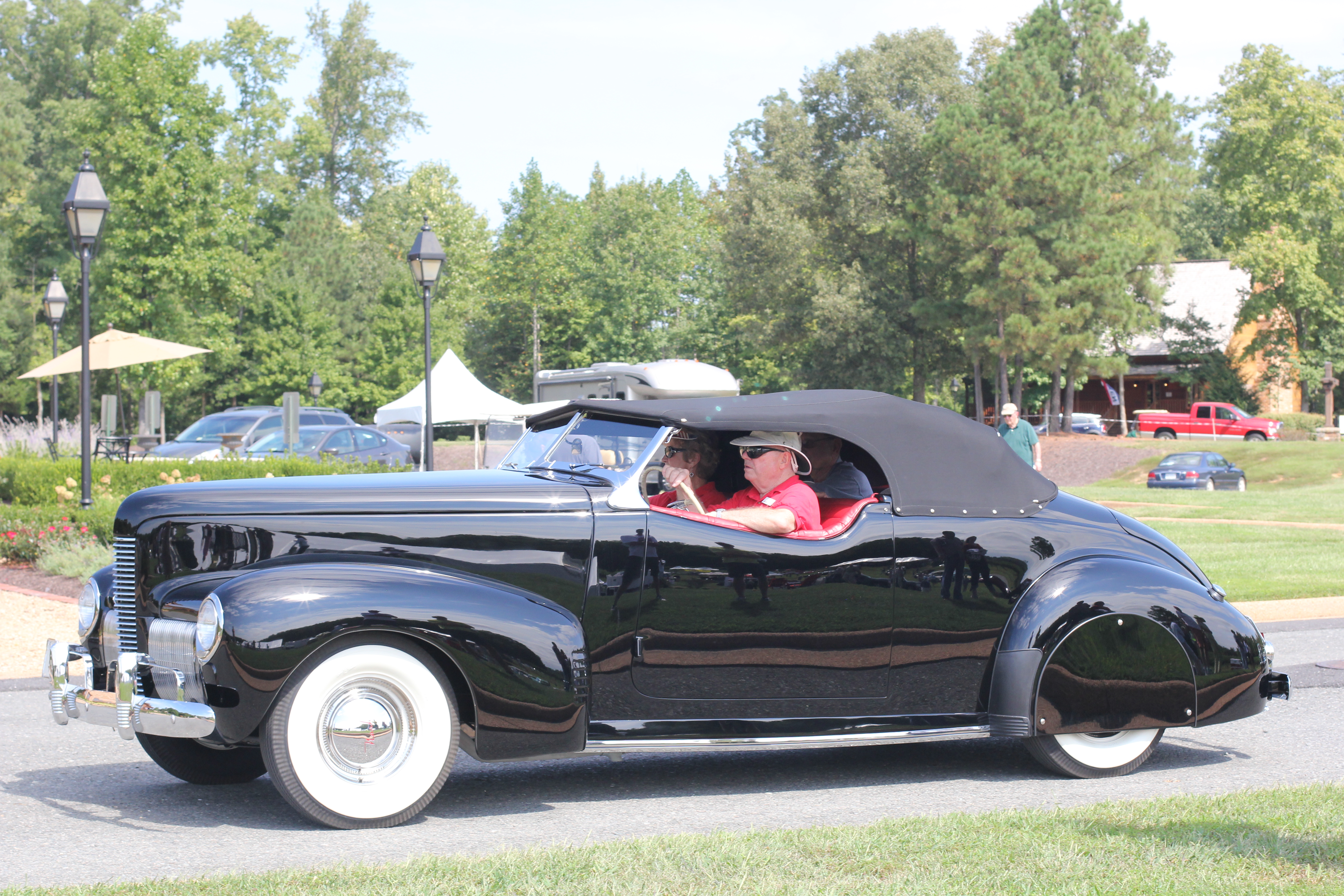
1940 Nash Ambassador Eight

- Кабриолет Marmon Sixteen Convertible Victoria.
- Стримлайнер Chrysler Airflow — первый автомобиль «Крайслер» с несущим кузовом.
- Разработка кузовов для фирмы «Nash»
- Бескапотный грузовик White.
- Бензовоз Dodge Airflow Tanker Truck.
- «Пивные трейлеры» для канадской пивоваренной компании Labbat’s[9].
- 13-метровый жилой автопоезд Jungle Yacht для африканской экспедиции исследователя Аттилио Гатти[10].
- Опосредованно Алексей Сахновский также повлиял на дизайн Chevrolet Corvette, который был разработан Харли Эрлом, опиравшемся на стеклопластиковые модели Сахновского.
- Спидстер Carioca для Престона Такера.

## Награды и премии
- 1926 год — первая «Минерва» с кузовом проектировки Сахновского побеждает в конкурсе автомобильной элегантности «Гран-при Монте-Карло».
- 1927 год — вторая «Минерва» с кузовом проектировки Сахновского побеждает в конкурсе автомобильной элегантности «Гран-при Монте-Карло».
- 1928 год — кабриолет Packard Eight побеждает на конкурсе в Монте-Карло.
- 1929 год — в конкурсе в Монте-Карло побеждает «Роллс-Ройс» Сахновского.
- 1930 год — автомобиль Cord L-29 в кузове Сахновского побеждает на конкурсах элегантности в Монте-Карло, британском Бьюли и в Париже — причём там награда была присуждена заочно, до прибытия самой машины на шоу.
- 1997 год — Cord L-97 победил в конкурсе в Пебл-Бич в трёх номинациях. Продан с аукциона за 2 242 000 долларов.